# ملقط (أداة طبية)

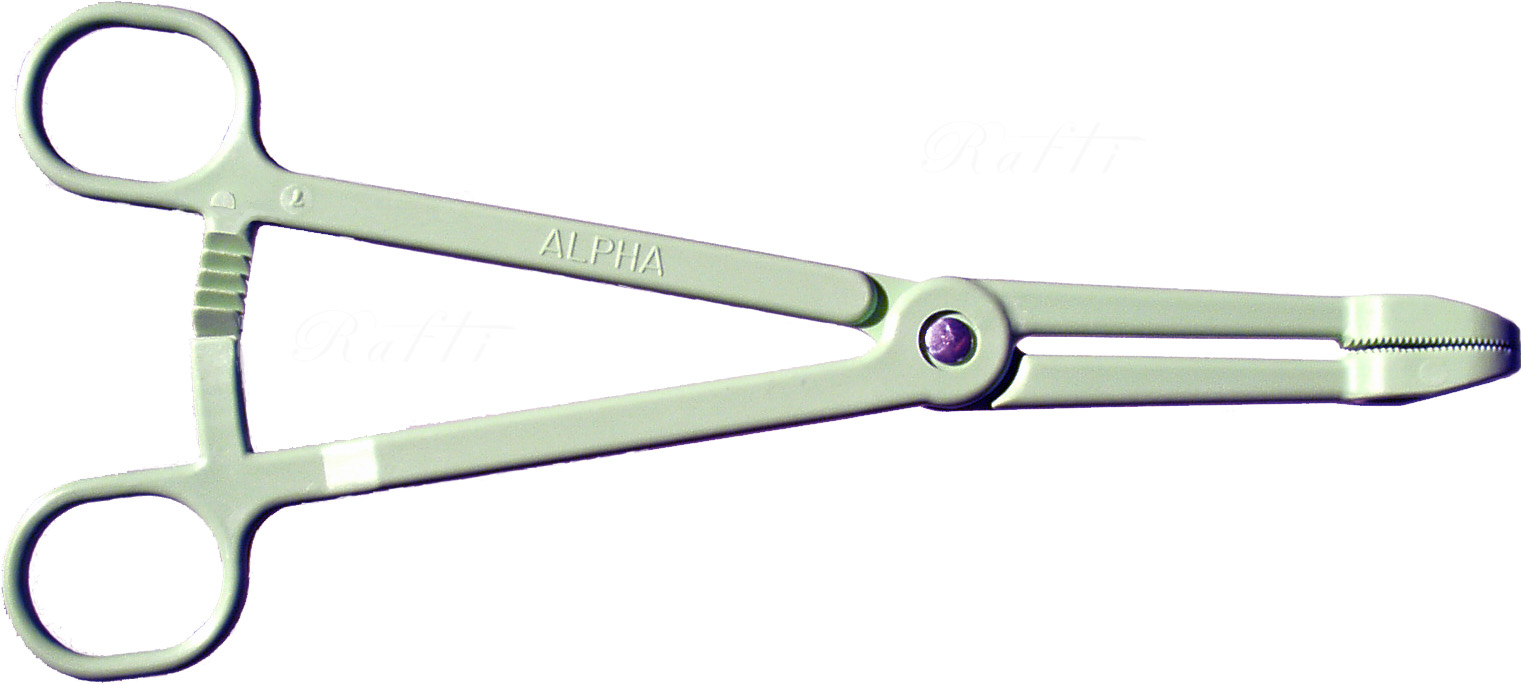
ملقط بلاستيكي مصنوع للاستعمال مرة واحدة.

ملقط، والجمع ملاقط (بالإنجليزية: Forceps)‏ أو الكُلَّاب هي أداة تستخدم في مسك وفصل وعقد الأجسام، ويستخدم عندما تكون أصابع اليد كبيرة لانتشال أجسام صغيرة أو عند الحاجة إلى انتشال عدة أجسام في وقت واحد، في حين انشغال اليدين في تنفيذ مهمة أخرى. وفي الطب كثيراً ما يستخدم مصطلح «الملقط» كما أنه متعارف بين الناس على أنه «مقص أو ممسك أو كمّاشة».
وفي اللغة الإنجليزية يمكن استخدام كلا صيغتي المفرد والجمع لهذه الكلمة (Forceps and Forcepses)، كما أنه لا يشير إلى ثنائي مثل مقص ثنائي، وترجع هذه الكلمة (Forceps) إلى اللغة اللاتينية وتعني فخ (trap).
ميكانيكياً تعمل الملاقط على مبدأ المقابض في الالتقاط وتطبيق الضغط. يصنع الملقط الجراحي (Surgical forceps) عادة من الدرجة العالية من الكربون الصلب؛ للتأكد من مقاومته تحت التعقيم المتكرر عند
درجة حرارة عالية، وفي المقابل تُصنع المقابض ذات الجودة المنخفضة لاستخدامات أخرى، وبعض الملاقط المصنوعة من البلاستيك معدة للاستخدام مرة واحدة ومن ثم التخلص منها، ويُنسب اختراع مبضع الجراح إلى ستيفن هيلز.

## أنواع الملقط

### الملقط غير المغلق
ويأتي على شكلين أساسيين: متمحور في نهاية واحدة وبعيداً عن نهاية القابض (ويسمى بالعامية الملقط بالمقص)، والإمساك به من الوسط مثل مسكة المقص، وهناك بعض الأشكال التي يكون فيها المفصل قريب جداً من نهاية الإمساك.

### ملقط الإبهام
ويثبت ملقط الإبهام بالإبهام وإصبعين أو ثلاثة في اليد الواحدة. وفي نهاية ممسك الملقط يوجد النابض الذي يساعد على التقاط الأشياء الصغيرة بسرعة وسهولة.
ويتم استخدام ملقط الإبهام لتثبيت الأنسجة في مكانها عند عمل الغرز، ولنقل الأنسجة بحذر أثناء العمليات الجراحية، وتحريك الأضمدة أو اللف دون استخدام أصابع اليدين.

### الملقط المغلق
يسمى الملقط المغلق أحيانًا بالمشبك ويستخدم في التقاط وتثبيت الأجسام أو الأنسجة، وكذلك في ضغط الشريان لتوقيف النزيف، ولذلك يسمى مرقئ (ملقط قاطع النزيف). وتثبيت الإبرة هي شكل من أشكال الملقط المغلق فيستخدم في التوجيه عند خياطة الغرز داخل الأنسجة.
الكثير من الملاقط المغلقة تستخدم في حلقات الأصبع لسهولة حمله. حيث حلقات الإصبع دائما تكون بالسبابة والإصبع الأوسط أو البنصر في حين أن السبابة يكون هو الموجِّه.
والملقط المغلق يستخدم في وسائل مختلفة، منها: التقاط الأسطح في أماكن قريبة لتسهيل المعالجة أو تثبيت جسم.

## ملاقط طبية أخرى
يشمل أنواع الملاقط الأخرى التالي:
- ملقط ماجيل وهو ملقط الزاوية يستخدم لتوجيه أنبوب القصبة الهوائية في الحنجرة أو في أنفي معديّ (أنبوب بلاستيكي) في المريء تحت الرؤية المباشرة وأيضا يستخدم في إزالة الأجسام الغريبة.
- ملقط التخدير
- ملقط الشريان
- ملقط لارضحي
- ملقط الخزعة
- ملقط قطع العظم
- ملقط عقد العظام
- ملقط القسطرة
- ملقط الأهداب
- ملقط كرتس
- ملقط كوشينغ
- ملقط الصدرية
- ملقط الجراحة الصدرية
- ملقط أنابيب
- ملقط الأنسجة
- ملقط الرحم
- ملقط مخلاب
- ملقط قطع الأسلاك
- ملقط المجهرية
- ملقط المعوية
- ملقط العين
- ملقط الأذن
- ملقط الجلدية والكماشة